# Château de la Renaudie (Saint-Front-la-Rivière)
Pour les articles homonymes, voir Château de la Renaudie.
Le château de la Renaudie se situe sur la commune de Saint-Front-la-Rivière, dans le département français de la Dordogne, en région Nouvelle-Aquitaine.

## Présentation
Le château de la Renaudie se situe au sud de la commune de Saint-Front-la-Rivière, près du lieu-dit Béléterie, à 200 mètres de la route départementale 3.
C'est une propriété privée.

## Historique
Le château est construit sur des bases d'un château plus ancien, du XIIIe siècle, probablement détruit pendant la guerre de Cent ans. Le château actuel sera donc rebâti au XVe siècle .
Le château appartient dès le XVe siècle à la famille du Barry. En avril 1454, Guy du Barry rend hommage au roi de Navarre pour le repaire noble de la Renaudie. En 1507, en récompense des services que Bertrand du Barry, son premier chambellan; lui a rendus, Alain d'Albret érige au rang de châtellenie les fiefs de la Renaudie et de Saint-Front-la-Rivière. Puis la Renaudie appartient à Jean du Barry dit "La Forêt", chef protestant pendant la conjuration d'Amboise. Celui-ci laisse deux filles de son mariage avec Guillaumette de Louvain : Jeanne qui épousa François de Sainte-Aulaire en 1578 et Marie, unie à Pierre de la Rochefoucauld. François de Sainte-Aulaire a de son union avec Jeanne du Barry, un fils, Jean, qui devient seigneur de Quinsac par son mariage avec Marie Pourten. Veuf, il épouse en secondes noces Marguerite Amelin. Il vend alors à Marie du Barry, sa belle-sœur, sa part de la seigneurie de la Renaudie. Marie du Barry, à la mort de Pierre de la Rochefoucauld, se remarie avec François de Veyrinas, seigneur de Fompatour. François de Veyrinas est ainsi qualifié de seigneur de La Renaudie dans divers actes passés devant maître Barby, notaire royal, les 8 mai 1607 et 9 septembre 1609. Françoise de Veyrinas, fille de Marie et François, épouse suivant contrat reçu par maître Barby le 2 février 1609, François Descars (Pérusse des Cars), auquel elle apporte la terre de la Renaudie. François comte Des Cars, baron de La Mothe et de La Renaudie, meurt à La Renaudie où il réside et est inhumé à Saint-Front-la-Rivière le 24 août 1661, après avoir eu sept enfants, parmi lesquels, Charles Descars, baptisé à Saint-Front-la-Rivière le 7 mai 1617 et Catherine qui épouse le 10 juillet 1629 Alain Faure, chevalier, seigneur de La Roderie et de Beauvais. Charles Descars, baron de La Renaudie, épouse Marie de Chastellet, comtesse de Saint-Bonnet, suivant acte reçu par maître Desmond le 2 avril 1683 au château de La Renaudie. Les descendants habitent le château jusqu'à la Révolution française, puis il sera abandonné, partiellement incendié et utilisé comme carrière de pierre comme l'atteste la disparition de la tour d'escalier.
Le château a une tour à chaque angle. Du logis du XVe siècle ne reste plus que les montants de deux cheminées et des moulures de fenêtres. Le château ne subsiste plus aujourd'hui qu'à l'état de ruines envahies par la végétation.
Il est inscrit aux monuments historiques depuis 1946

## Architecture
Le château se compose d'un logis flanqué de deux tours rondes (côté sud) et d'une tour d'escalier polygonale (aujourd'hui disparue), qui représente un plan typique de l'architecture du XVe siècle en Périgord. La tour de l'angle Sud-Ouest possède une salle voûtée (niv 0), sous la partie Ouest du logis se trouve aussi une cave voûtée qui est accessible par l'intérieur et par l'extérieur. La cour du château est fermée par un haut mur de plus d'un mètre d'épaisseur et aux deux angles par des tours rondes avec trois meurtrières à leurs bases. Puis, au côté Ouest, un châtelet d'entrée comparable a celui du château de La Chapelle-Faucher possédant une voûte remarquable par sa hauteur est intégré dans l'enceinte. Celui-ci était surmonté d'un chemin de ronde et accosté d'une petite tour de guet avec escalier à vis, le châtelet possédait aussi un pont-levis. Le mur d'enceinte côté nord possédait les communs ainsi qu'une chapelle dans l'angle nord-est dont les restes de la voûte sont toujours visibles.
Le corps de logis avec ses trois tours est comparable au château de l'Herm ou plus encore à celui de Puycheny, à Champeaux-et-la-Chapelle-Pommier, qui avait été habité par la même famille, les Du Barry.

## Galerie

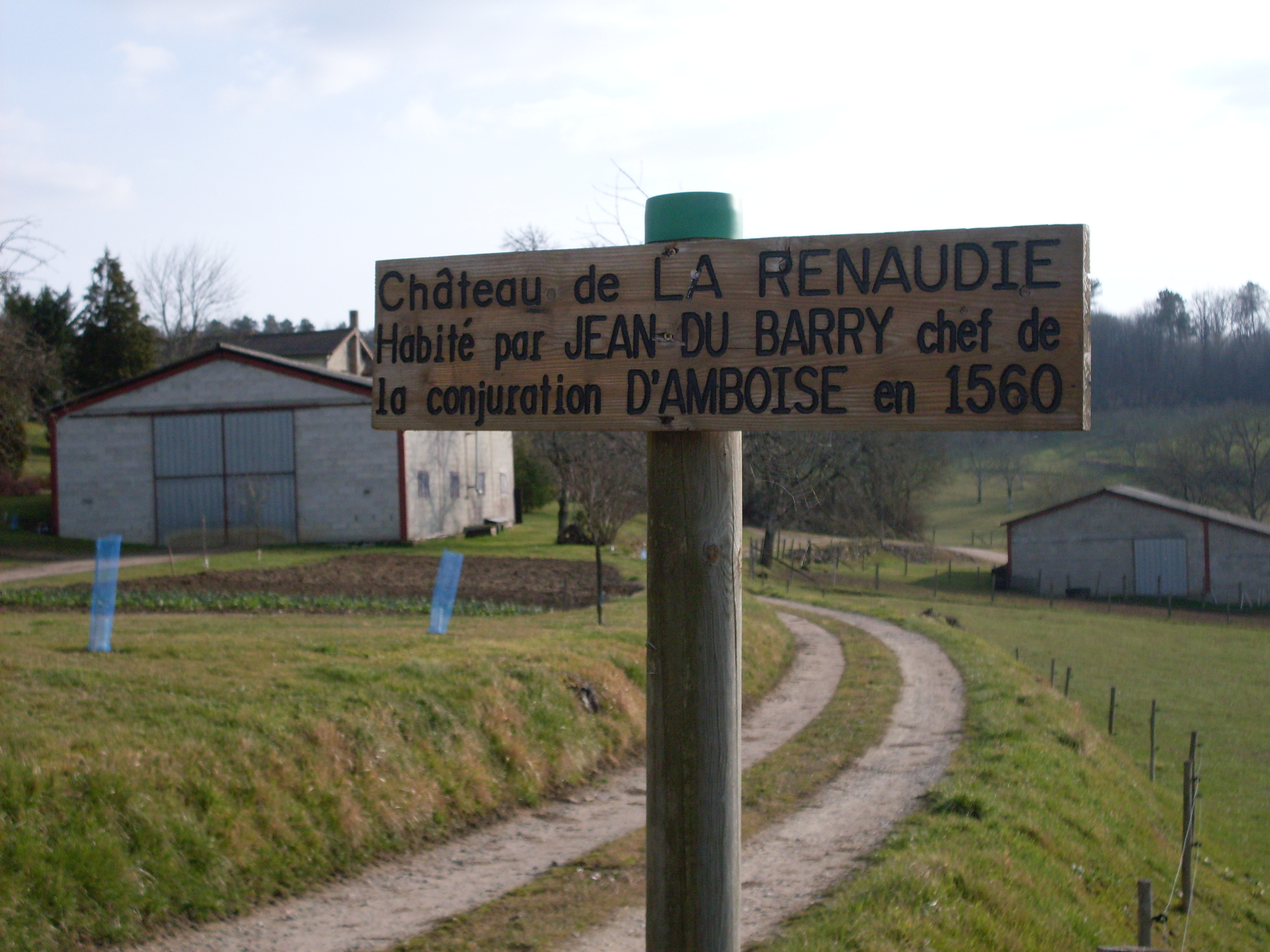
Panneau d'information sur le chemin d'accès
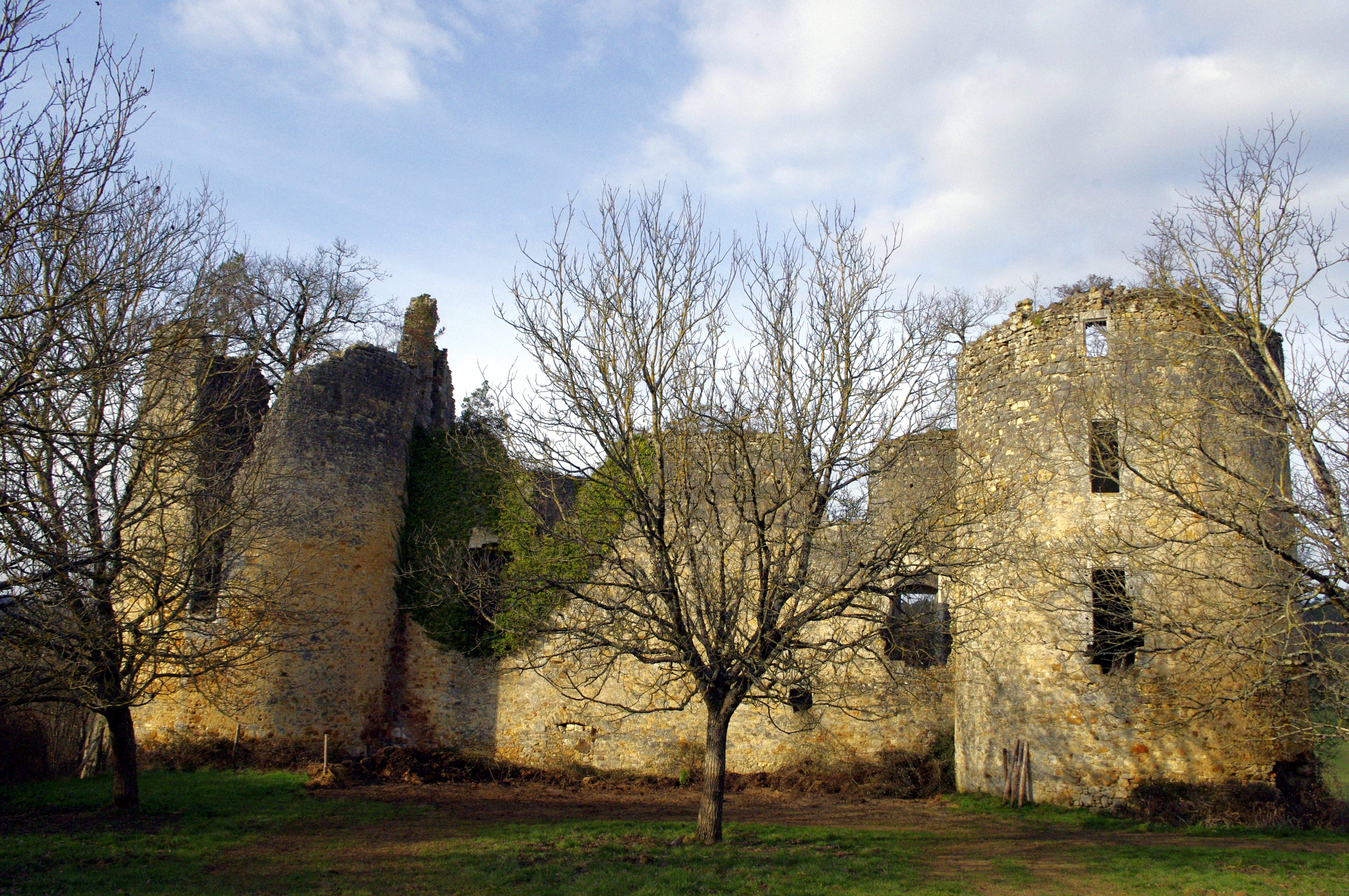
Façade arrière du château
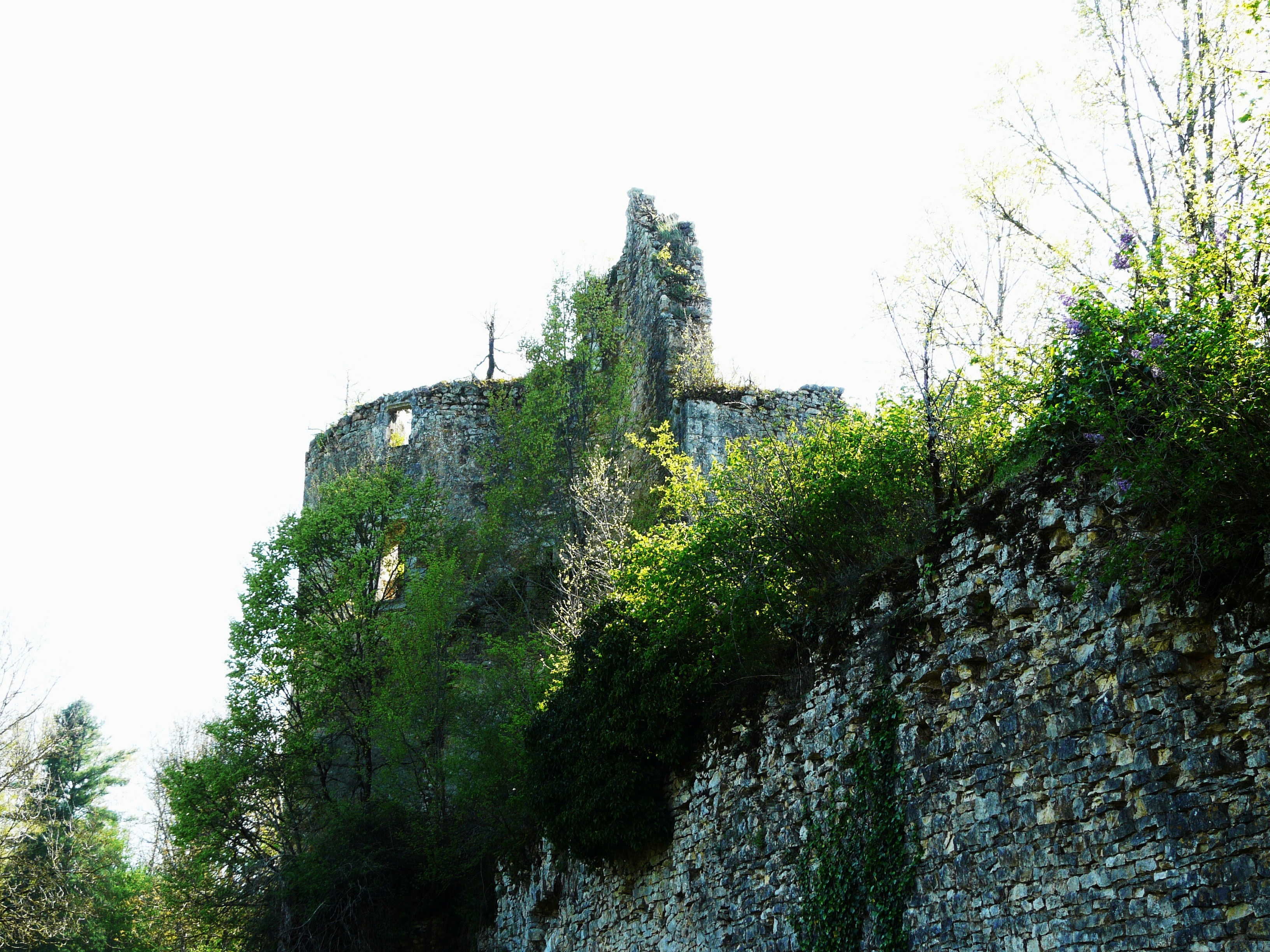
Vues extérieures...
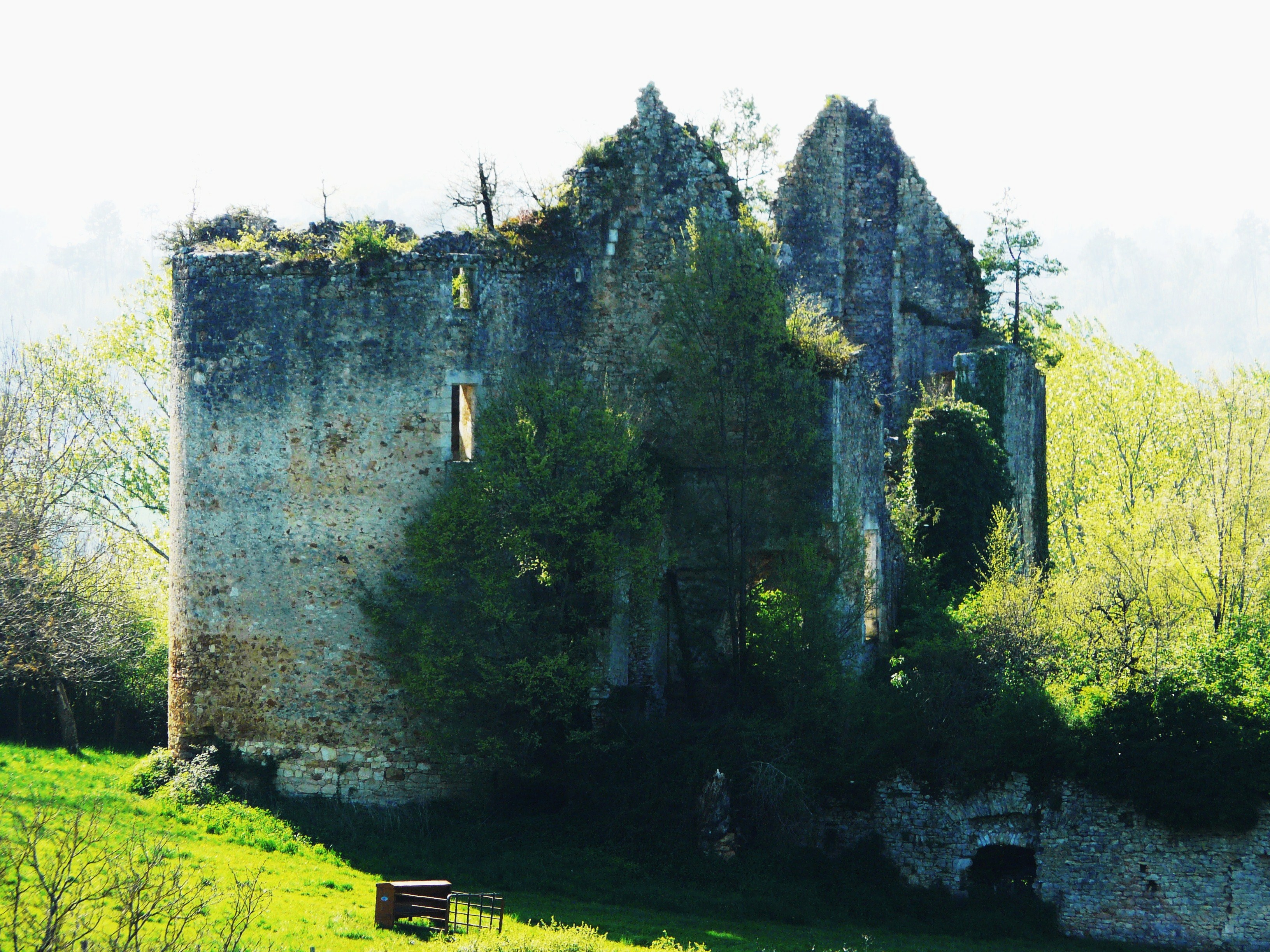
...des ruines...
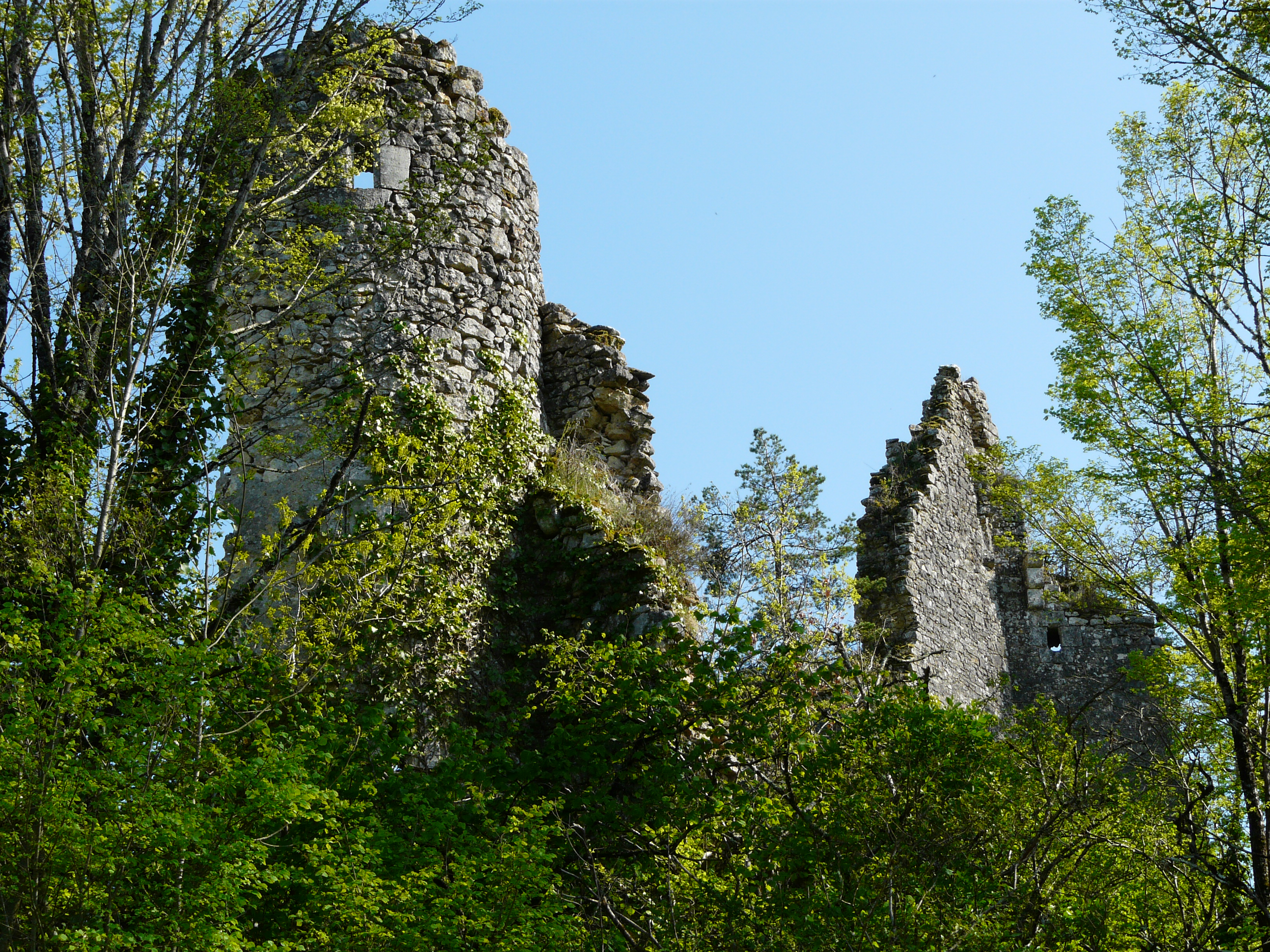
...de la Renaudie...
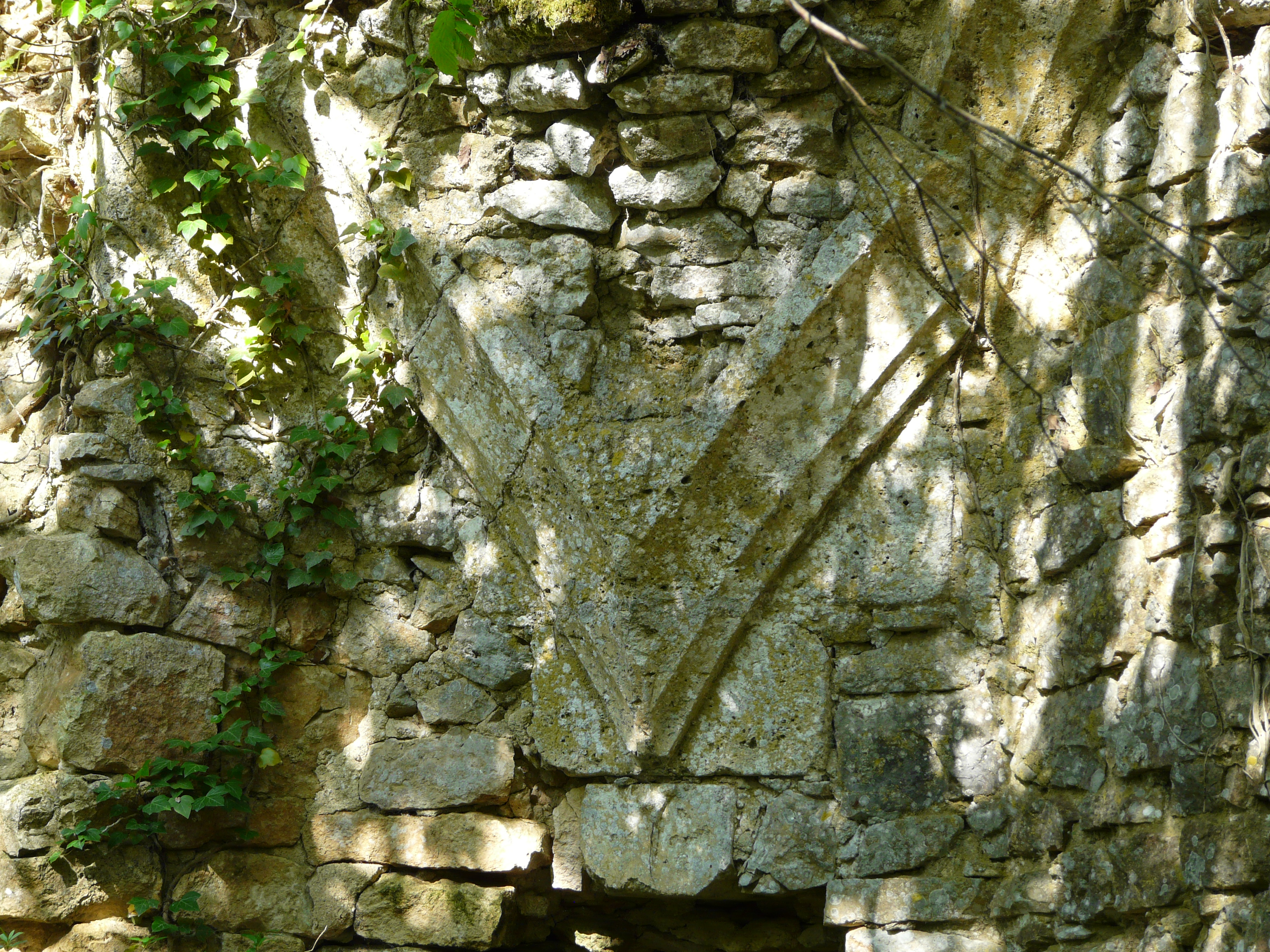
Moulure au-dessus d'une porte
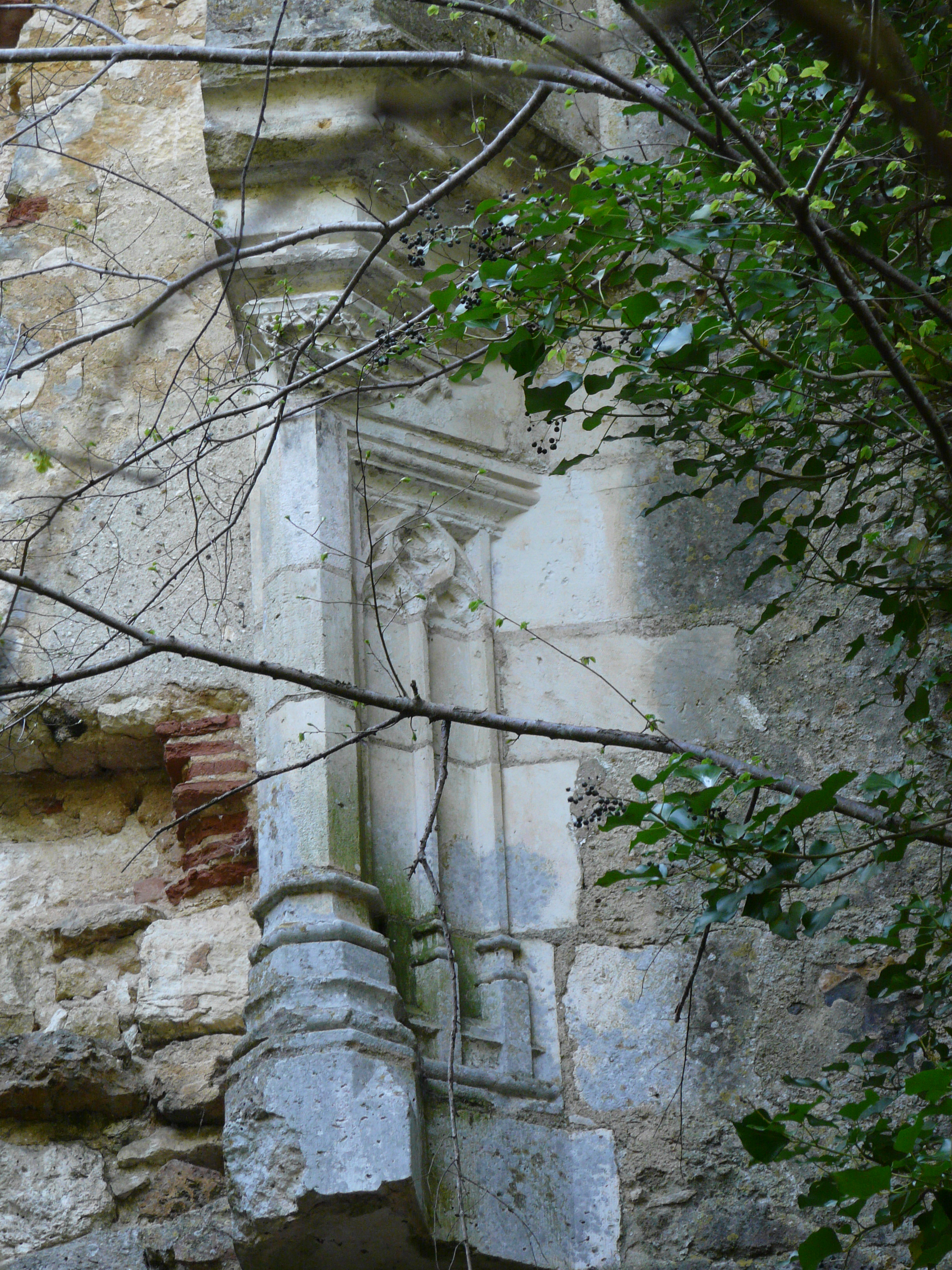
Les vestiges d'une cheminée
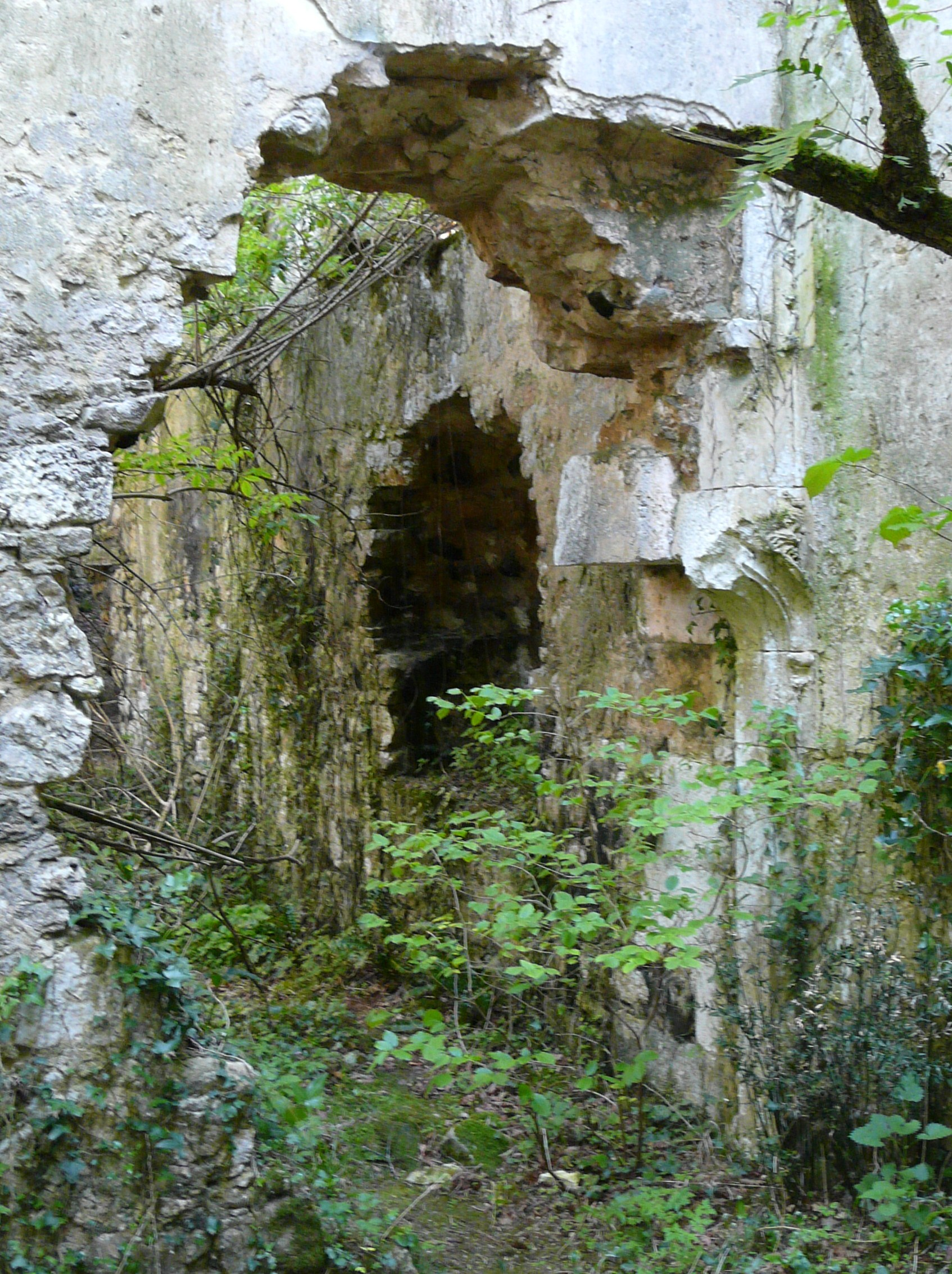
Les restes d'une porte
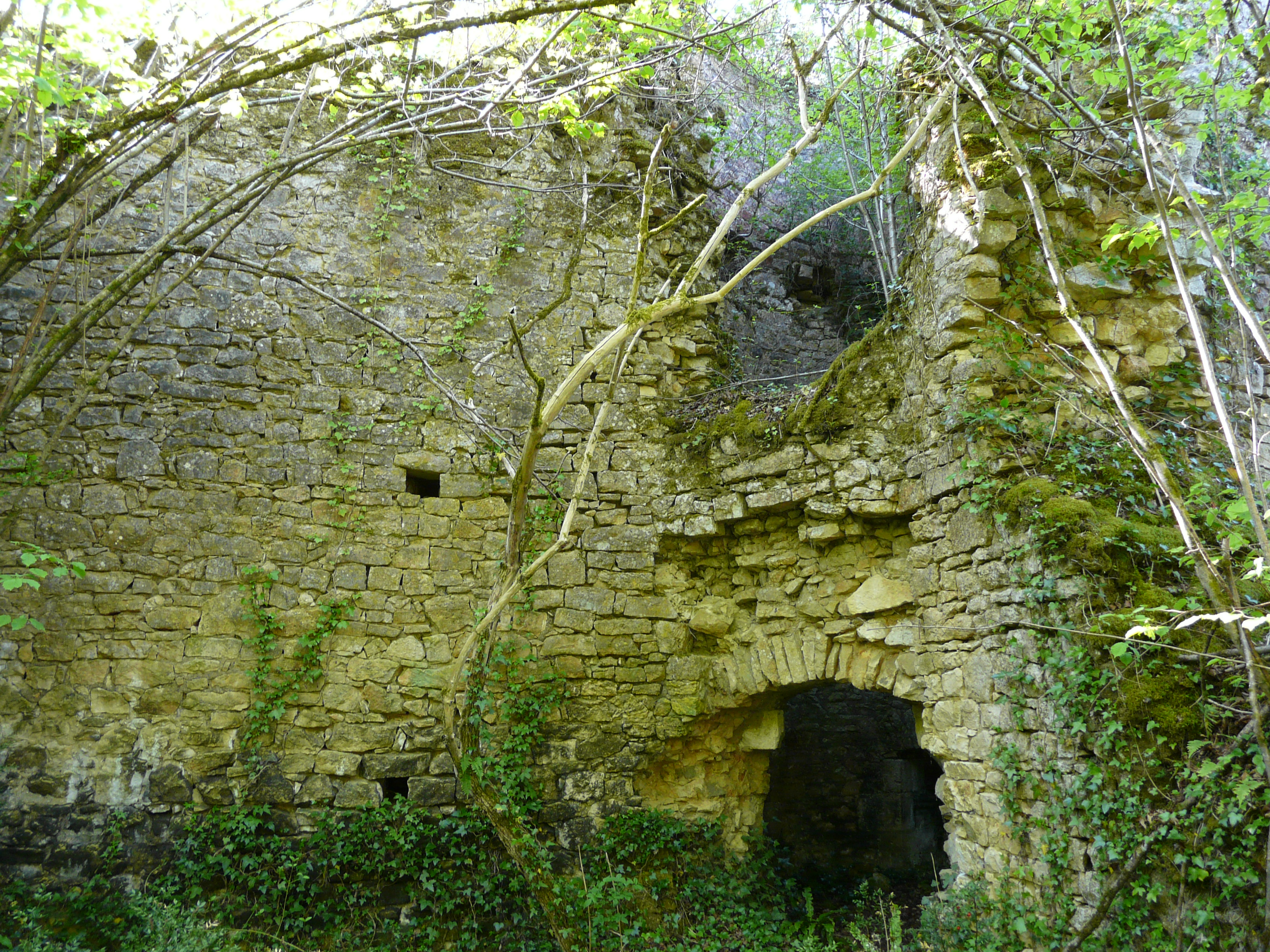
Vues intérieures...
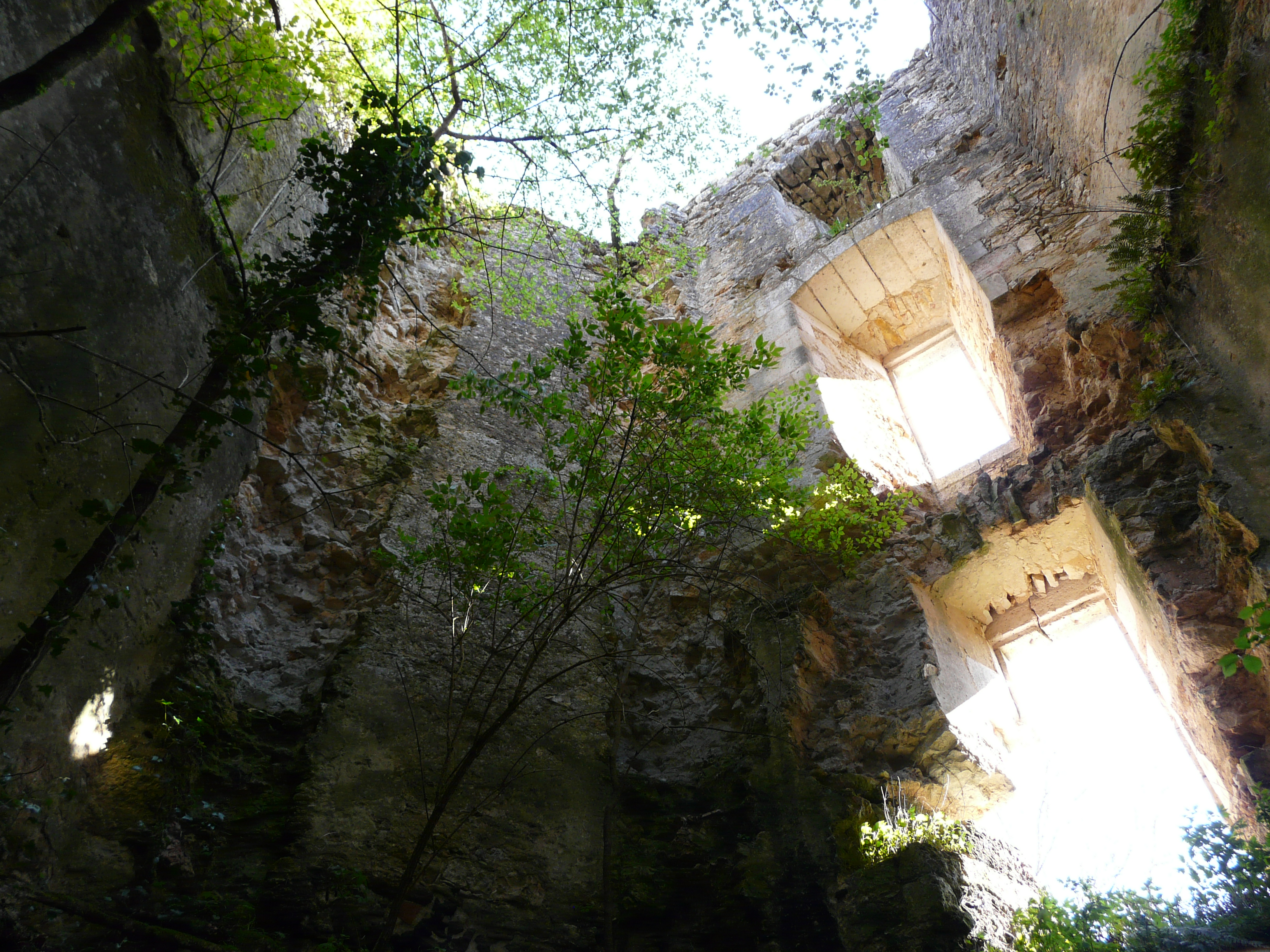
...des ruines
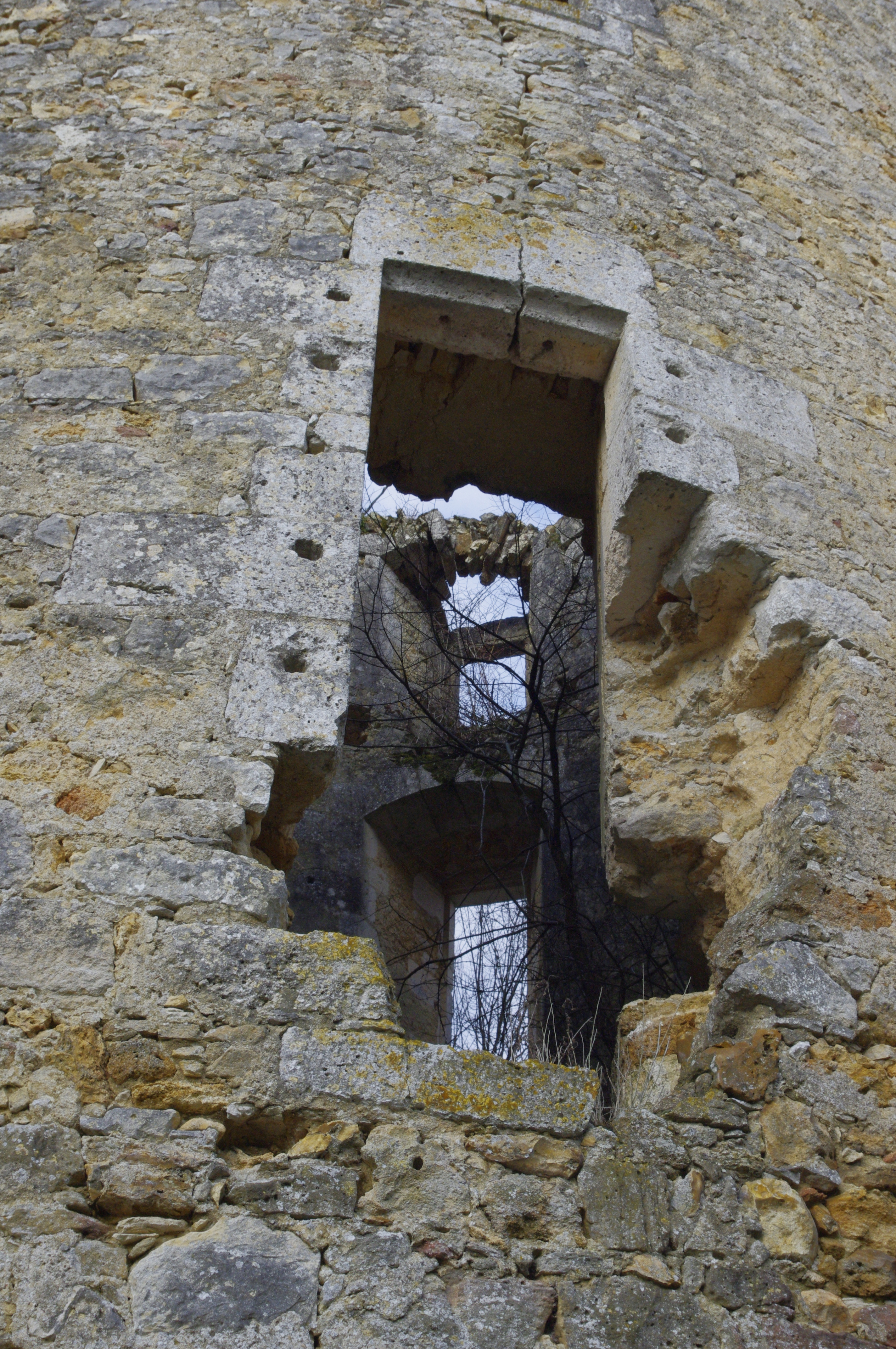
Vestiges d'une fenêtre
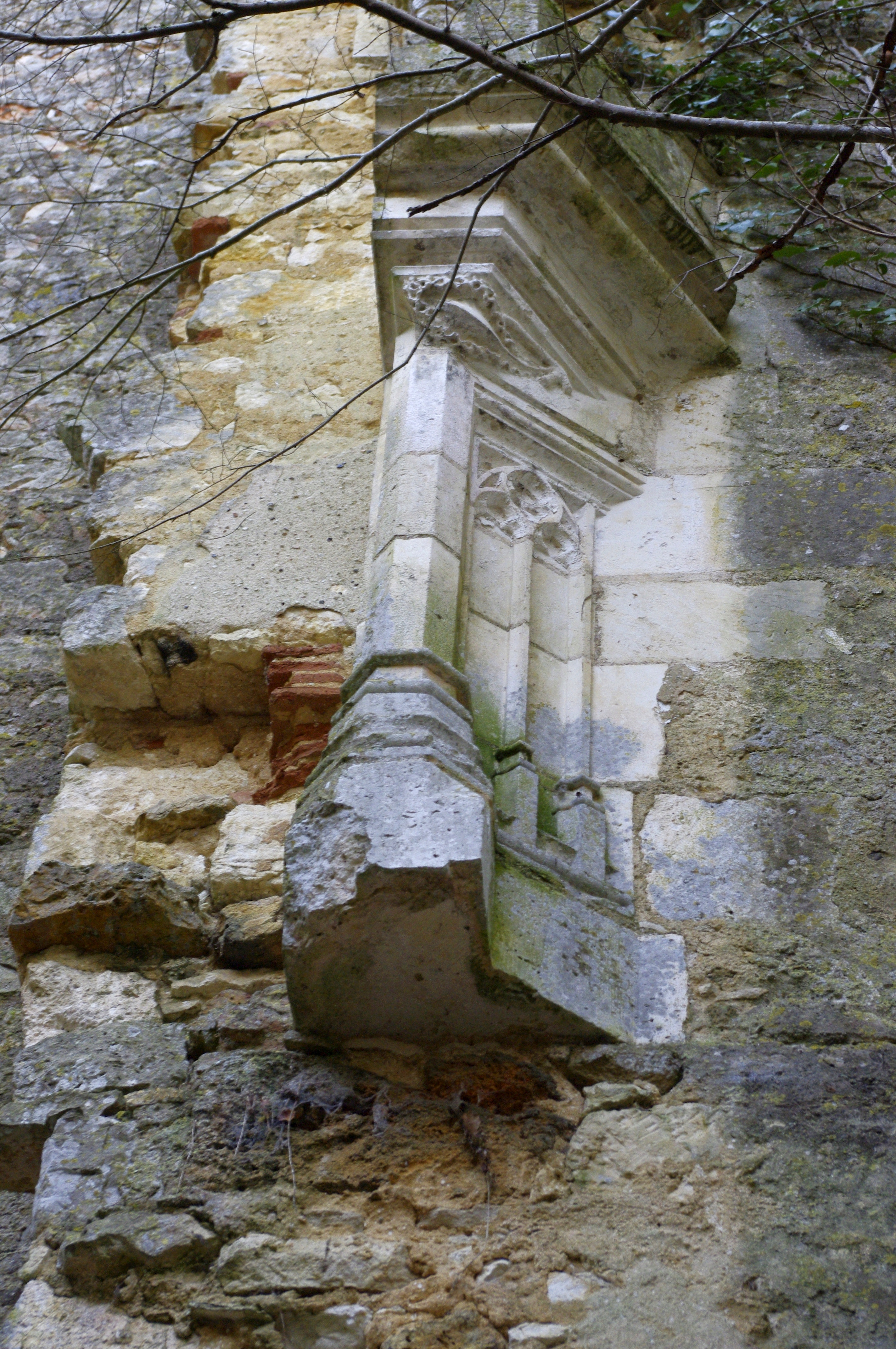
Pilier de cheminée
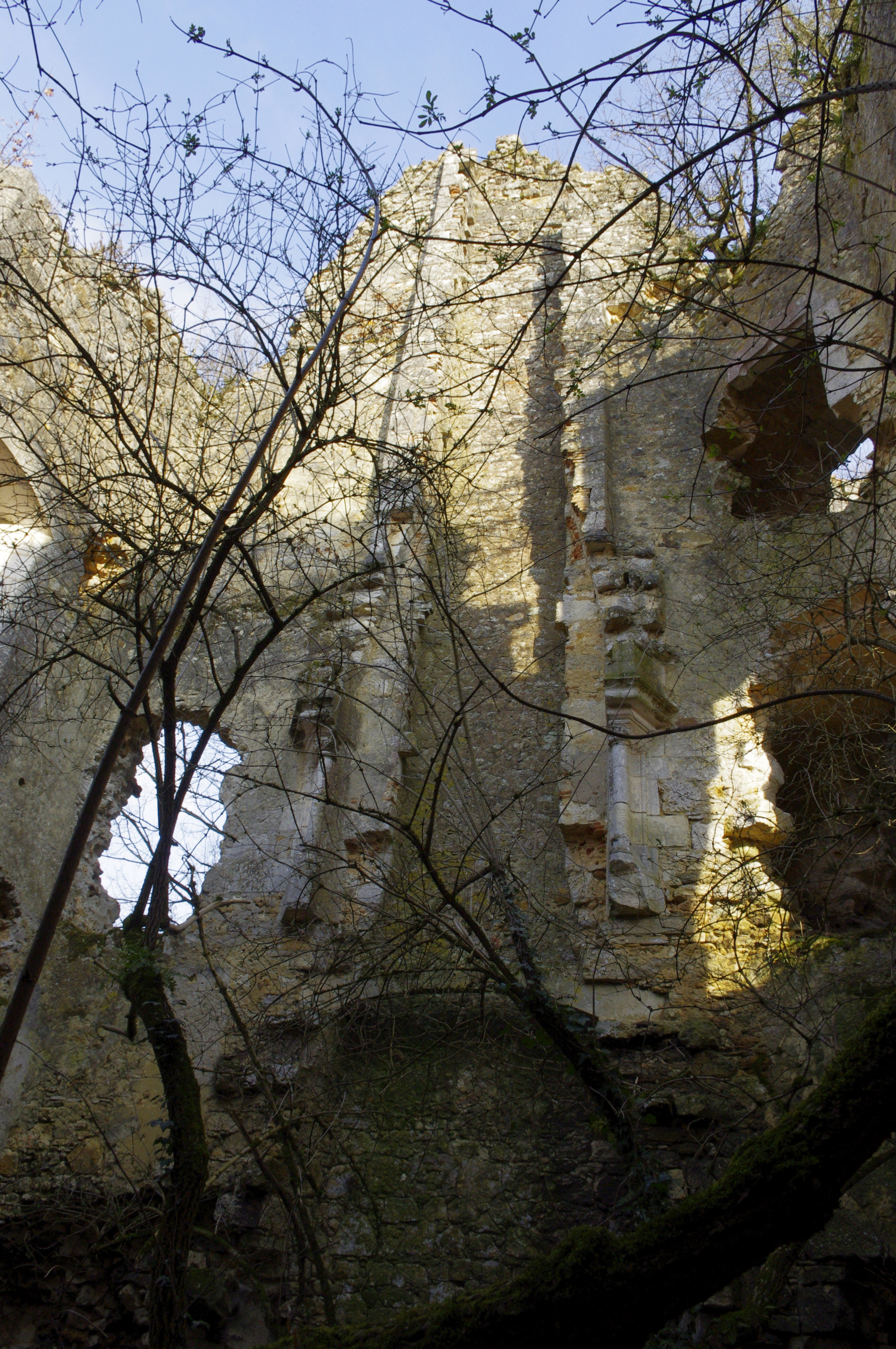
Une deuxième cheminée
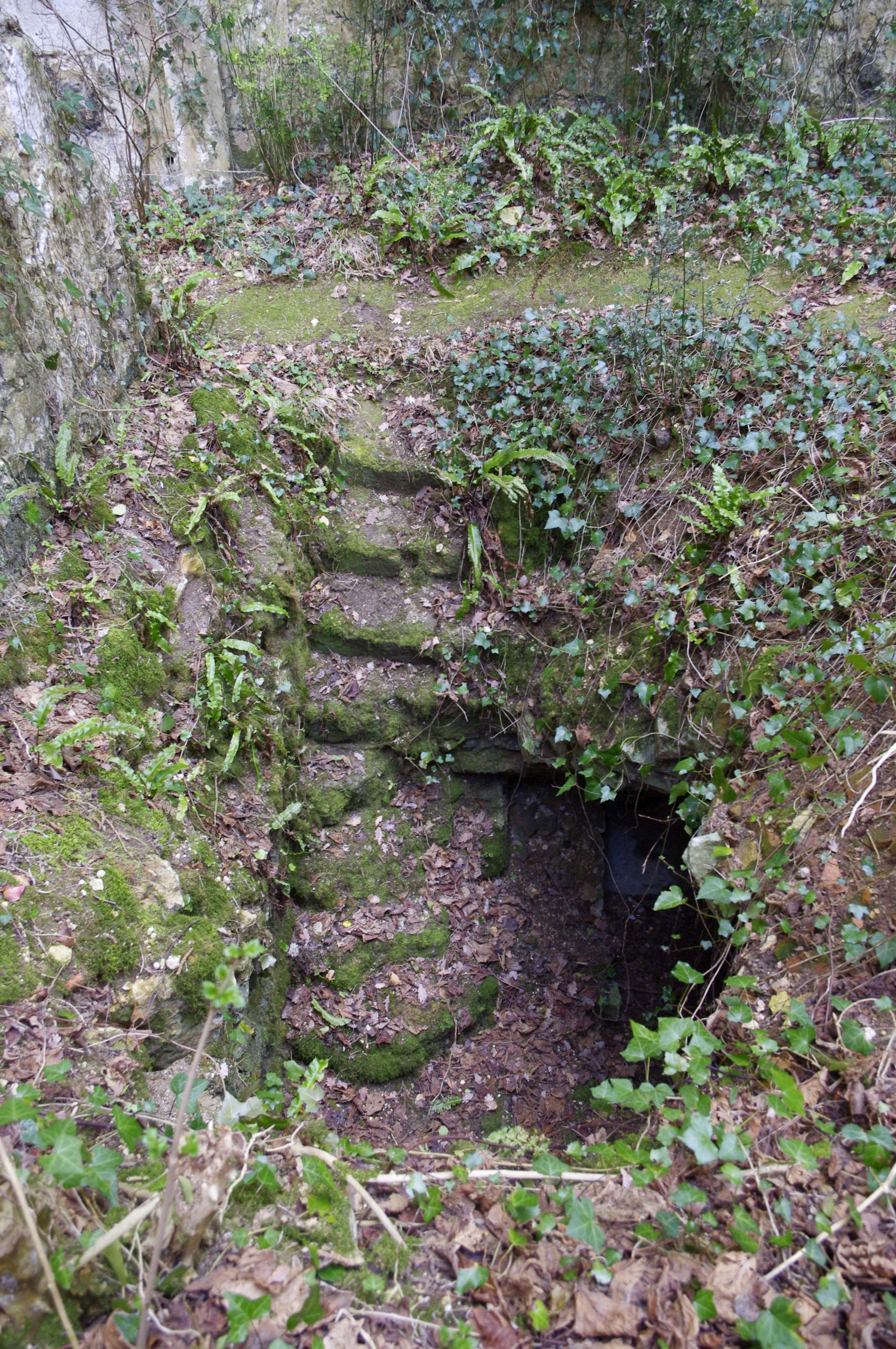
... et l'accès au sous-sol
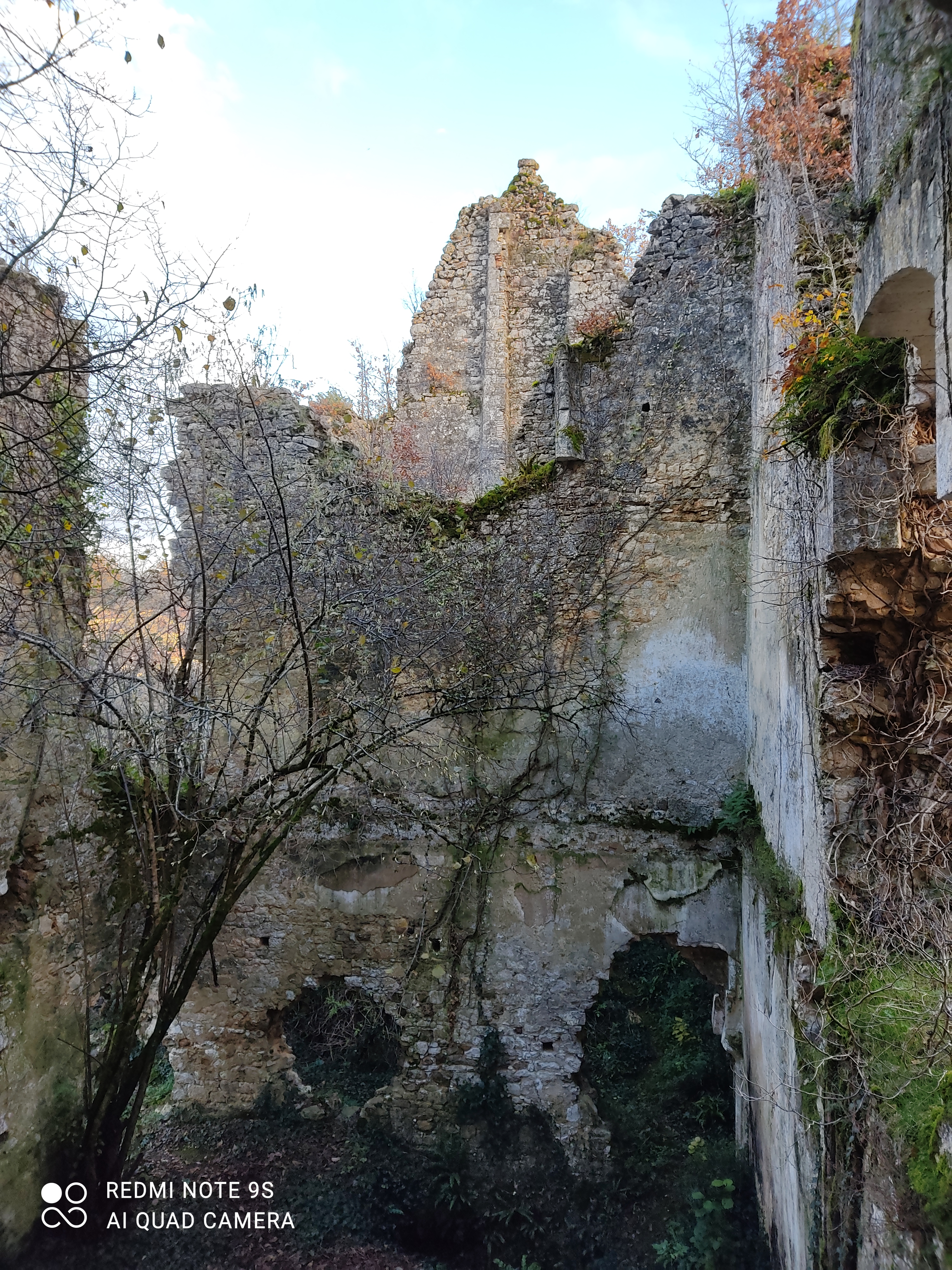
Le logis